# Stéphen Guinle
 (mai 2020).
Pour les articles homonymes, voir Guinle.
Stéphen Guinle est un joueur international français de rink hockey né le 12 juin 1980.

## Carrière
Il intègre l'équipe des moins de 17 ans en 1995 et participe à deux championnats d'Europe durant lesquels il marque à 18 reprises. Puis il rejoint l'équipe des moins de 20 ans, où il marque 27 buts de 1997 à 1999.
Il participe en 2000 au championnat d'Europe. Il termine à la quatrième place en ne marquant aucun but durant la compétition. Il concourt également en coupe latine en 2000 et 2002, et termine aussi à la quatrième place.
Lors de sa dernière saison à Mérignac en 2016, il joue avec l'équipe évoluant en Nationale 3. Il termine 3e buteur de la compétition avec 29 réalisations en 14 matchs, contre 31 et 45 lors des saisons précédents.

## Palmarès
- Coupe latine : 4e place (2000, 2002)